# Liste von Klosterfriedhöfen
Dies ist eine Liste von Klosterfriedhöfen (Klosterkirchhöfen):
Deutschland
- Klosterkirchhof (Bordesholm)
- Klosterfriedhof Chorin
- Klosterfriedhof Dobbertin
- Klosterfriedhof Malchow
- Klosterfriedhof (Uetersen)

München
- Klosterfriedhof der Karmelitinnen
- Klosterfriedhof Pasing
- Klosterfriedhof St. Anton

Schweiz
- Klosterfriedhof (Rüti)

Tschechien
- Klosterfriedhof (Sedletz)